# Auguste Biaggi

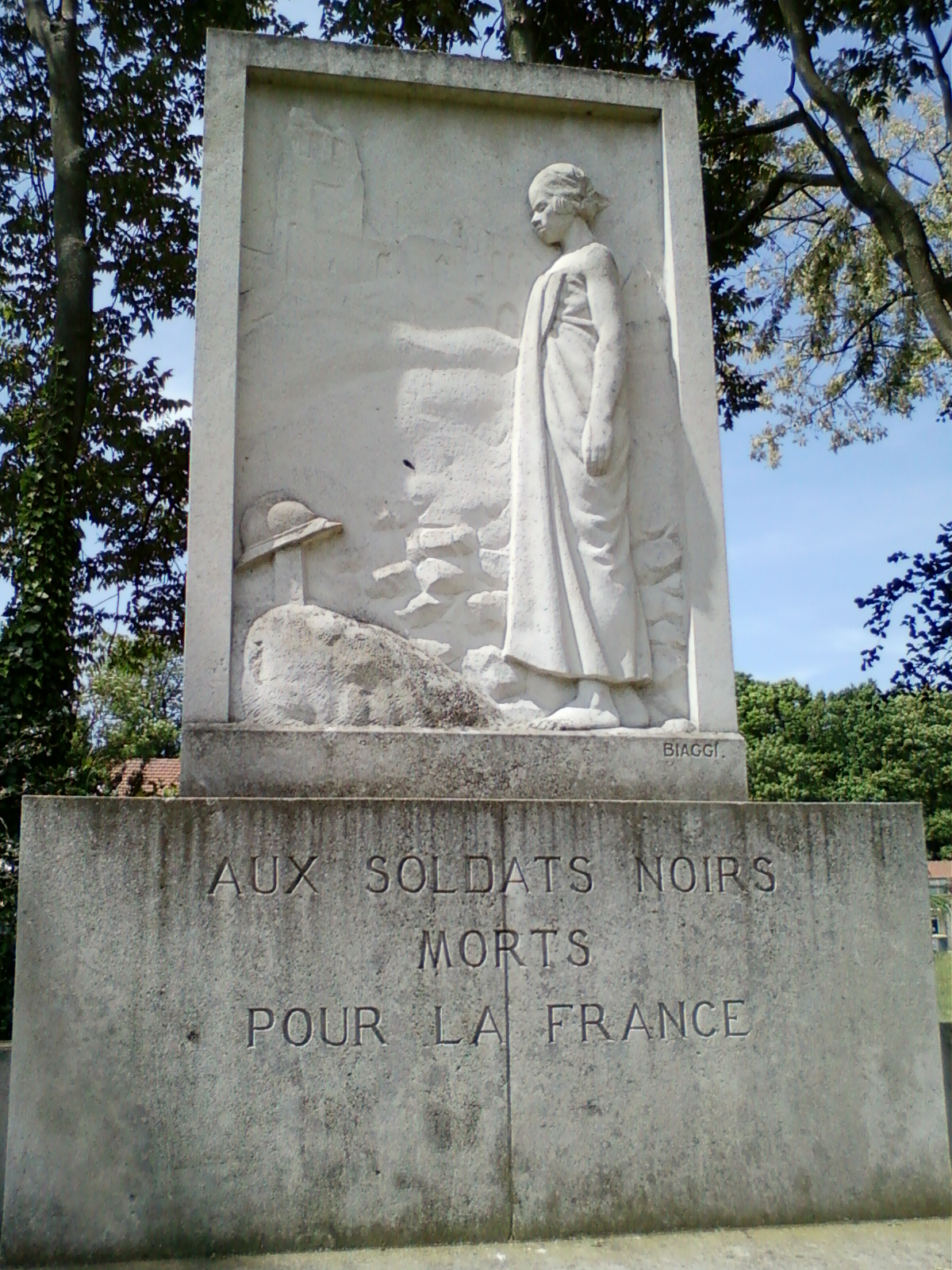
"Aux soldats noirs morts pour la France". Monumento a los muertos de la Primera Guerra Mundial (1914-1918), en el Jardín Tropical de París.

Jules Auguste Biaggi, conocido como Auguste Biaggi, fue un escultor francés, nacido en Les Eaux-Vives en el cantón de Ginebra, Suiza, en 1878 y fallecido en Maurecourt en 1965.

## Datos biográficos
Auguste Biaggi entró como aprendiz en 1898 en el taller de Jules Dalou, donde se convirtió en su alumno. Participó en la conclusión de las obras póstumas de su maestro.
Expuso por primera vez en el Salón de la Sociedad nacional de las bellas artes -fr- en 1902.

## Obras públicas
- Monument aux Soldats noirs morts pour la France, Jardín Tropical de París
- Monument aux Morts del liceo Janson de Sailly -fr-, París
- Monument aux Morts de Binic, en colaboración con Pierre Roche
- Busto de René Caillié, Museo del muelle Branly, París.[1]